# Овршой
Овршой (чечен. Овршой) — один из чеченских тайпов, входит в Кешенхойскую фратрию (чечен. кешенхой, тукхумa овхой). Проживают в Новолакском и Хасавюртовском районах Дагестана.

## История
В работе Нану Семёнова под названием «Сказки и легенды чеченцев» 1882 года упоминается тайп Ауршой, по мнению Головлёва это овршой.
По мнению чеченского историка, кандидата исторических наук Сайпуди Натаева семантика затемнена. В работе 1959 года чеченский лингвист И. А. Арсаханов привёл тайп овршой в составе ауховцев.
Чеченский исследователь-краевед, педагог и народный поэт А. С. Сулейманов, зафиксировал представителей тайпа в селе Кешен-Аух (ныне селе Чапаево Новолакского района Дагестана). У. Г. Осмаев в своей книге под названием «Чечня: голоса времён» зафиксировал представителей тайпа овршой в селе Бамматюрт.